# Aeroportul Waskaganish
Aeroportul Waskaganish (IATA: YKQ, ICAO: CYKQ) este un aeroport din Waskaganish⁠(d), Eeyou Istchee⁠(d), Nord-du-Québec⁠(d), Provincia Québec, Canada ce deservește zona Waskaganish⁠(d). A fost numit după zona deservită.
Situat la o altitudine de 24 m, aeroportul dispune de o singură pistă. Este operat de Transport Canada⁠(d).